# Гікорі-Ридж (Арканзас)
Гікорі-Ридж (англ. Hickory Ridge) — місто (англ. city) в США, в окрузі Кросс штату Арканзас. Населення — 228 осіб (2020).

## Географія
Гікорі-Ридж розташоване за координатами 35°24′9″ пн. ш. 90°59′40″ зх. д. / 35.40250° пн. ш. 90.99444° зх. д. (35.402628, -90.994330).  За даними Бюро перепису населення США в 2010 році місто мало площу 1,70 км², уся площа — суходіл.

## Демографія
Згідно з переписом 2010 року, у місті мешкали 272 особи в 125 домогосподарствах у складі 82 родин. Густота населення становила 160 осіб/км².  Було 145 помешкань (85/км²). 
Расовий склад населення:
| - 97,8 % — білих |

До двох чи більше рас належало 1,5 %. Іспаномовні складали 0,7 % від усіх жителів.
За віковим діапазоном населення розподілялося таким чином: 19,5 % — особи молодші 18 років, 58,1 % — особи у віці 18—64 років, 22,4 % — особи у віці 65 років та старші. Медіана віку мешканця становила 46,0 року. На 100 осіб жіночої статі у місті припадало 104,5 чоловіків;  на 100 жінок у віці від 18 років та старших — 95,5 чоловіків також старших 18 років.
Середній дохід на одне домашнє господарство  становив 41 725 доларів США (медіана — 31 875), а середній дохід на одну сім'ю — 53 443 долари (медіана — 42 500). За межею бідності перебувало 18,0 % осіб, у тому числі 13,0 % дітей у віці до 18 років та 3,6 % осіб у віці 65 років та старших.
Цивільне працевлаштоване населення становило 120 осіб. Основні галузі зайнятості: роздрібна торгівля — 20,0 %, виробництво — 20,0 %, сільське господарство, лісництво, риболовля — 20,0 %.